# Muscari commutatum
Muscari commutatum är en sparrisväxtart som beskrevs av Giovanni Gussone. Muscari commutatum ingår i släktet pärlhyacinter, och familjen sparrisväxter. Inga underarter finns listade i Catalogue of Life.

## Bildgalleri

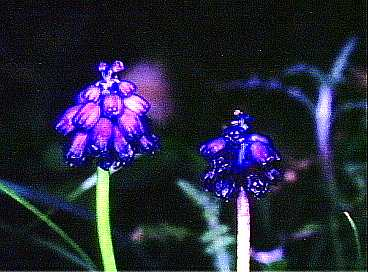
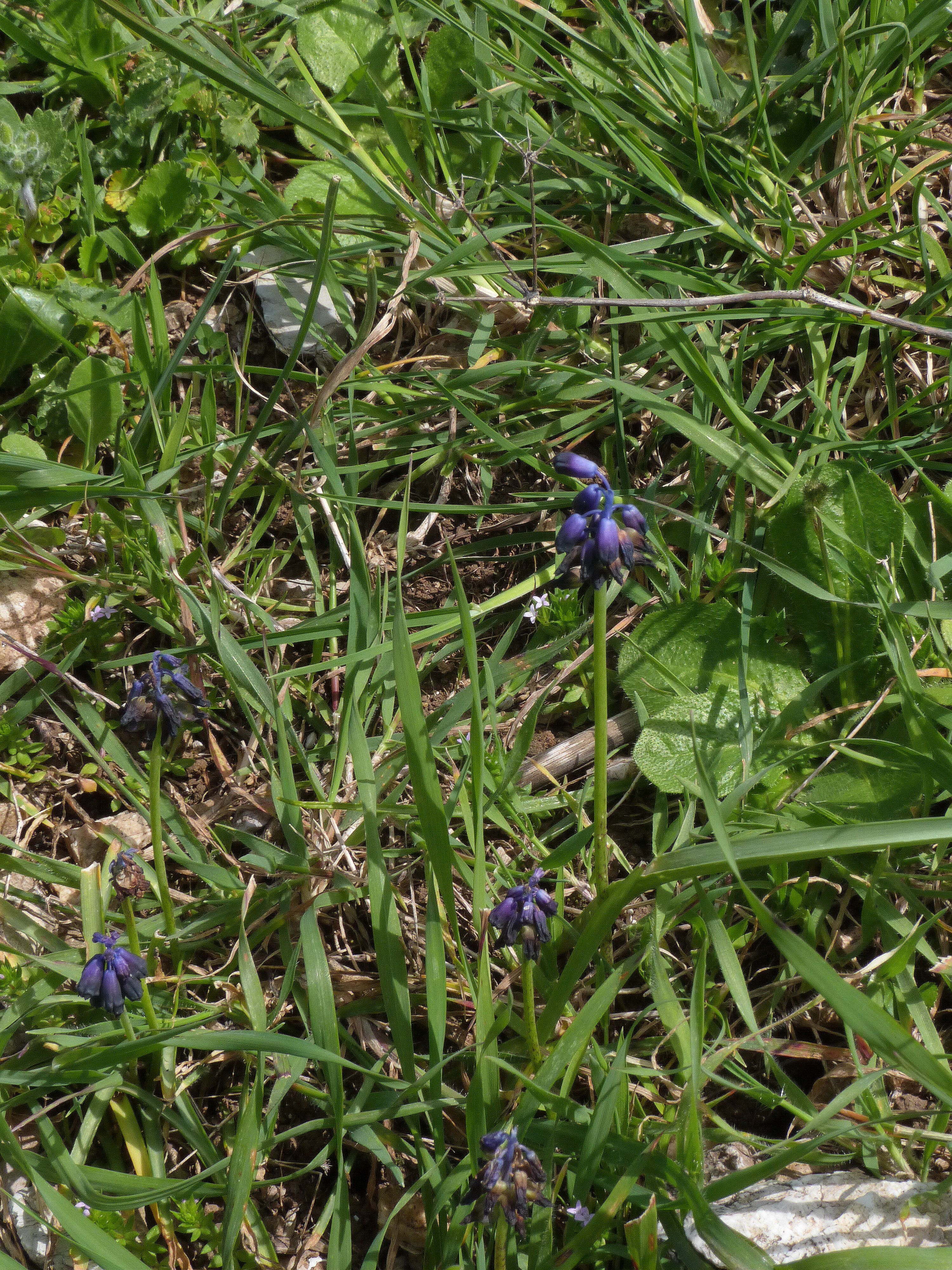
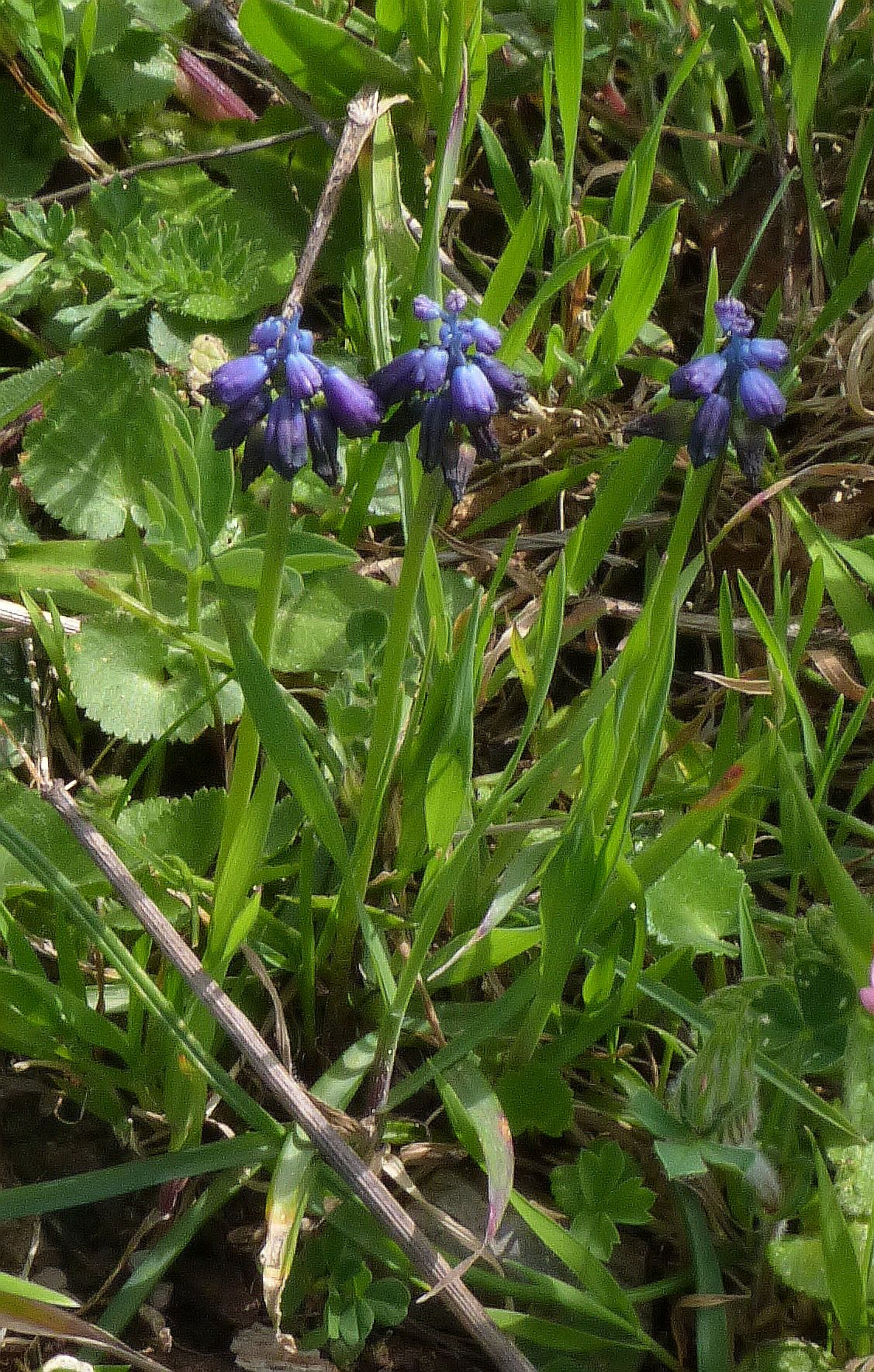